# Abbadia Lariana
Abbadia Lariana är en ort och kommun i provinsen Lecco i regionen Lombardiet i Italien. Kommunen hade 3 205 invånare (2018).